# Ламадрид, Химена
Химена Ламадрид (исп. Ximena Lamadrid; род. 5 июня 1996, Канкун, Кинтана-Роо) — мексиканская актриса. Она наиболее известна своими ролями в мексиканском криминальном сериале Netflix «Кто убил Сару?» (Сара Гусман) и фильме «Бардо« Алехандро Гонсалеса Иньярриту (Камилла).  

## Биография
Ламадрид родилась в Канкуне, выросла в Дубае. В возрасте девятнадцати лет она переехала в Соединённые Штаты, чтобы получить степень в области театра в Школе искусств Тиша Нью-Йоркского университета, где она проучилась два года.
Дебютировала на экране в 2017 году ролью Лили в короткометражном фильме Сэма  Франко «Правда или последствия».